# 议价能力
议价能力指的是当事人在争论（如讨价还价、合同拟定以及达成协定）的过程中相互之间施加影响的能力。如果当事双方在争论中处于平等的地位，那么他们将具有同等的议价能力，例如在完全竞争市场中就正是如此。若是一方比另一方拥有更多更好的选择，則會造成议价能力不平等，工人與雇主之間就是如此。
很多领域都涉及议价能力这一概念，其中包括博弈论、勞動經濟學、集体协商、外交谈判、民间斗讼、保险价格谈判和任何常见的谈判。

## 计算
计算议价能力的方法有很多，其中比较流行的方法是1951年由美国经济学家尼尔·W·张伯伦提出的一种计算方法：
我们可以将A的议价能力定义为B不同意A的条件所付出的代价相对于同意A的条件所付出的代价，换言之，与A意见不一致所付出的相对代价越高，意味着A的议价能力越强。但是这种说法并没有揭示出A相对于B的优劣，因为我们并不知道B的议价能力。只有当不同意A的条件与同意A的条件所需代价之差大于不同意B的条件与同意B的条件所需代价之差时，我们才可以说A的议价能力强于B。
当然还存在着一种其他的计算方式，那就是一方影响其他参与人的能力与未达成协议对该方造成的成本之比:：
BPA（A的议价能力） = （B可以承受的收益和成本）/（A不同意时产生的成本）
BPB（B的议价能力） = （A可以承受的收益和成本）/（B不同意时产生的成本）
如果BPA大于BPB，这意味着A的议价能力更强，协议也会向着有利于A的一方倾斜。